# VisionOS
visionOS(비전오에스)는 주로 iOS 핵심 프레임워크(UIKit, SwiftUI, ARKit 및 RealityKit 포함)와 포비티드 렌더링 및 실시간 상호 작용을 위한 MR 관련 프레임워크에서 파생된 혼합 현실 운영체제다. 애플에서 애플 비전 프로 혼합 현실 헤드셋 전용으로 개발했다. 2023년 6월 5일에 애플 비전 프로 공개와 함께 애플의 WWDC23 이벤트에서 공개되었다. 애플 비전 프로와 함께 2024년 2월 2일에 출시되었다.

## 역사
애플은 2010년대부터 2020년대 초반까지 visionOS를 개발하고 개념화해 온 것으로 알려졌다. 내부 코드명은 Borealis이며, Vision Pro와 함께 애플의 WWDC23 이벤트에서 공식적으로 대중에게 공개되었다. 애플은 두 제품이 2024년 초에 출시될 것이라고 밝혔다.
이번 행사에서 월트 디즈니 컴퍼니는 visionOS용 공간 컴퓨팅 앱 개발 계획을 발표했다. 디즈니+는 엘카피탠 극장 및 디즈니 소유 프랜차이즈의 위치를 기반으로 하는 입체 3D 및 3D 환경에서 선택한 타이틀 스트리밍과 같은 기능을 제공한다.
운영체제는 원래 WWDC23 키노트와 개발자 세션이 이미 촬영된 후 출시 며칠 전 이름이 변경되기 전에 xrOS로 출시될 예정이었다. 2024년 1월 8일, 애플은 visionOS가 탑재된 Vision Pro가 2024년 2월 2일 미국에서 출시될 예정이며 사전 주문은 1월 19일부터 시작될 것이라고 발표했다.

## 특징
visionOS는 손가락 추적, 시선 추적 및 음성 인식을 통해 탐색되는 3D 사용자 인터페이스를 사용한다. 예를 들어, 사용자는 요소를 보고 두 손가락을 모아 요소를 클릭하고, 오므린 손가락을 움직여 요소를 이동하고, 손목을 가볍게 움직여 스크롤할 수 있다. 앱은 3D 공간에 배열할 수 있는 떠 있는 창에 표시된다. visionOS는 텍스트 입력을 위한 가상 키보드, Siri 가상 비서 및 매직 키보드, 매직 트랙패드 및 게임패드를 포함한 외부 블루투스 주변 장치를 지원한다.
visionOS 설정 중에 사용자는 헤드셋을 벗고 얼굴을 스캔하여 디지털 페르소나를 만들 수 있다. 사용자는 FaceTime 통화 중에 이 페르소나를 사용할 수 있으며, visionOS를 사용하는 경우 다른 참가자의 페르소나를 볼 수 있다.
사진 앱은 사용자의 머리 움직임에 따라 비디오 깊이를 조정하여 공간 비디오, vision Pro 또는 iPhone 15 Pro에 녹화된 깊게 매핑된 3D 비디오 표시를 지원한다.
출시 당시 visionOS에는 요세미티 국립공원, 할레아칼라 국립공원, 조슈아트리 국립공원, 후드 산 국유림, 드람멘 인근 Lake Vrangla의 선택적인 낮과 밤 장면을 포함하여 주변 소리와 함께 사전 설치된 13개의 3D 360° 배경 애니메이션 환경이 함께 제공되었다.
애플 TV 앱은 3D 영화를 제공한다. 애플은 아이튠즈 스토어에서 영화를 대여하거나 구매하는 사용자에게 추가 비용 없이 출시 시 150개 이상의 영화를 3D로 제공할 것이라고 발표했다.
웹 브라우저를 통한 혼합 현실 경험을 위한 API인 WebXR은 사파리에서 지원된다.
visionOS 사용자는 컴퓨터를 보면 나타나는 크기 조정 가능한 4K 가상 디스플레이를 통해 맥에 액세스할 수도 있다.

## 반응

### 출시 전
2024년 2월 출시 이전에 애플은 많은 기술 저널리스트들에게 Apple Vision Pro의 제어된 데모를 제공했으며, 그들 중 일부는 멀티태스킹 기능과 입력 방법을 칭찬하는 동시에 소프트웨어는 값비싼 하드웨어에서만 사용할 수 있다고 한탄했다. 다른 리뷰어들은 소프트웨어의 공간 비디오 기능과 고해상도에 초점을 맞추면서 소프트웨어의 주요 사용 사례가 무엇인지 의문을 제기했다. 언론인의 추측에 따르면 App Store에 배포된 앱을 통한 인앱 구매에 대해 애플이 부과하는 수수료와 관련하여 인기 앱 개발자 사이에서 진행 중인 논쟁이 많은 사람들이 visionOS 기본 버전을 개발하지 않는 잠재적인 원인이라고 지적했다.

### 출시
많은 리뷰에서는 하드웨어를 비판하면서도 visionOS를 칭찬했다. 일부 리뷰에서는 눈과 손 추적과 같이 Apple Vision Pro 하드웨어보다 더 발전된 기능을 언급하기도 했다. 거의 모든 주요 리뷰는 창 메커니즘과 경험을 칭찬했다.

## 같이 보기
- iOS
- iPadOS
- macOS
- watchOS
- tvOS